# عنصر SECIS

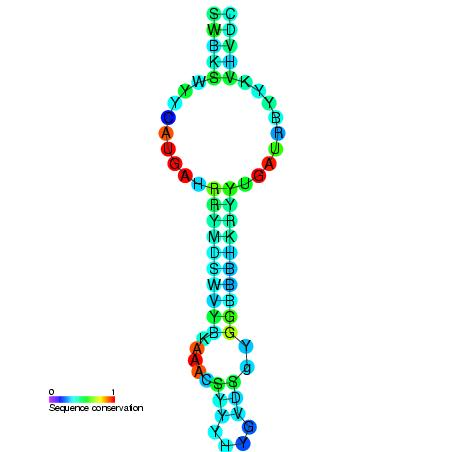
في علم الأحياء ، عنصر SECIS (SECIS : تسلسل إدخال سيلينوسيستين) هو عنصر RNA يبلغ طوله حوالي 60 نوكليوتيدًا يتبنى بنية حلقة جذعية. يوجه هذا النمط البنيوي (نمط النوكليوتيدات) الخلية لترجمة كودونات UGA إلى سيلينوسيستين (عادةً ما يكون UGA كودون توقف).

عنصر SECIS (Selenocysteine Insertion Sequence) هو عنصر جيني يتواجد في الجينومات الموجودة في الكائنات الحية. يعتبر العنصر SECIS جزءًا مهمًا من الآلية الجزيئية التي تسمح بإدراج السيلينوسيستين (Selenocysteine) في البروتينات أثناء عملية الترجمة.
السيلينوسيستين هو حمض أميني غير تقليدي يعتبر مهمًا في الوظائف البيولوجية لبعض البروتينات. في حالة وجود كودون UGA (المعروف أيضًا بكودون الإيقاف) في سلسلة الببتيد المترجمة، يتم تفعيل العنصر SECIS لإدراج السيلينوسيستين بدلاً من إيقاف الاستطالة لتكوين البروتين المناسب.
يعتبر العنصر SECIS نوعًا خاصًا من العناصر الناقلة للإشارة الترجمية (Translational Signal Elements) ويتم الاعتراف به بواسطة مكونات الإنتاج الجزيئي للبروتين. يستهدف العنصر SECIS أن يكون موجودًا قبل الكودون UGA في الجين المراد ترجمته، وهذا يؤدي إلى إدراج السيلينوسيستين بدلاً من إيقاف الاستطالة.
باختصار، العنصر SECIS هو عنصر جيني يلعب دورًا حاسمًا في إدراج السيلينوسيستين في البروتينات ضمن إطار استخدام كودون الإيقاف في السياق الصحيح.